# 普安科技
普安科技（英語：Infortrend Technology）是總部位於台灣的儲存設備公司，主要產品為存储区域网络（SAN）及網路附加儲存（NAS）。普安科技在日本東京、美國加州森尼韦尔、中國北京、德國慕尼黑、英國貝辛斯托克都有分公司。
普安科技最早是以RAID控制器為主，以ODM為主要業務。在2003年開始自有品牌儲存設備的推廣。

## 外部連結
- Businessweek Online - 'Asia's Hot Growth Companies: 2006 (ranked no.5) - Businessweek Online'